# 國立臺灣大學第二學生活動中心
25°00′47″N 121°32′13″E / 25.013172°N 121.536837°E

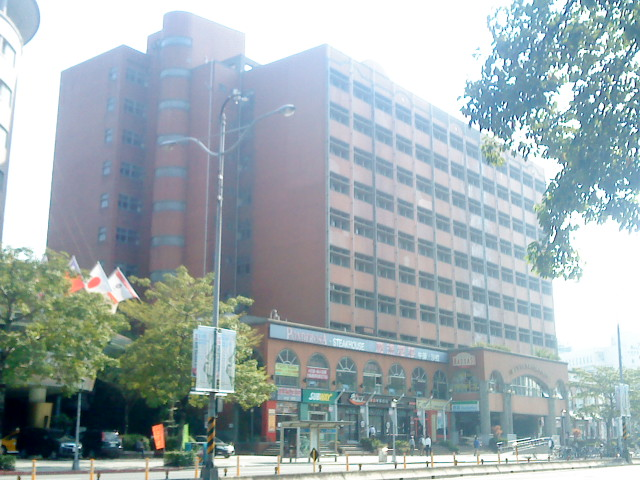
第二學生活動中心

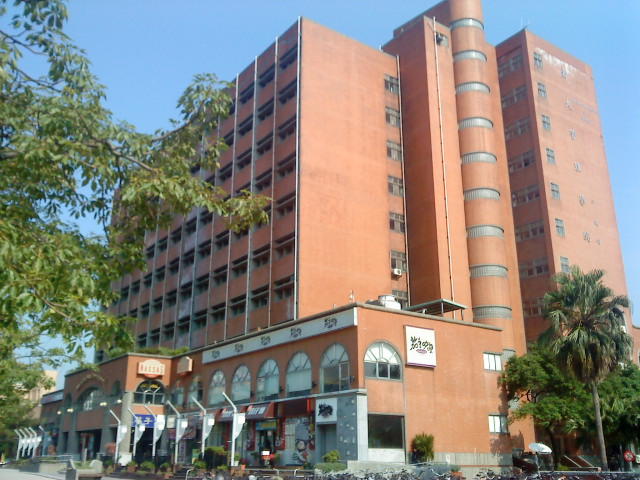
第二學生活動中心－可看見二活與管理學院二號館相連

國立臺灣大學第二學生活動中心，簡稱二活，位於臺北市大安區羅斯福路四段上，其主要是國立臺灣大學師生的社團活動場所。另外在一樓和二樓也有委外經營的店家。

## 簡史
1980年代左右，這片土地附近原本有一棟房厝：林家大厝。而這座大厝後方原本有一座名叫「龜山」的小丘，其址正是位於現今的二活，但後來因為興建工程而被剷平，當時這座房舍有將近三百年的歷史，為台灣北部年紀最老的古宅。
1994年以前不久，包括二活、台大尊賢會館現址等空間，原本是極熱鬧的公館商圈。台大基於發展需要，向商家們徵收土地，當時台大就向商家們承諾，改建後仍會保留一部分的空間繼續維持商業活動；但二活於1996年完工後，1、2樓緊鄰羅斯福路的商場空間，因拆遷戶意見難以一致，導致長達六年的閒置。經過長期協商，到2002年，台大達成以新台幣一億七千萬元買回租賃權之共識，所以才會看到現今既是社團活動空間、一部分也是餐廳。二活於1998年11月14日正式啟用。

## 樓層安排

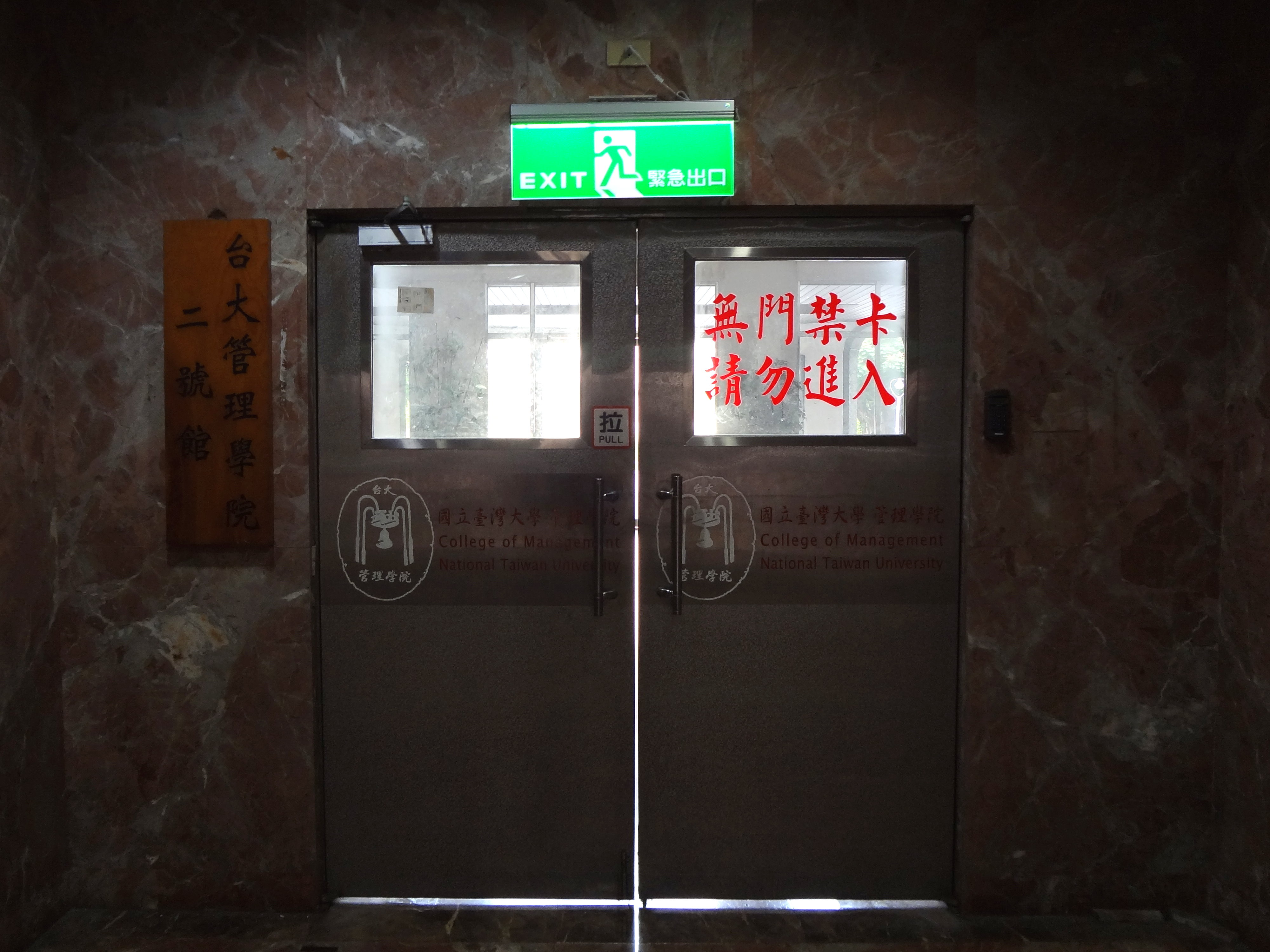
第二學生活動中心通往管理學院二號館的管制門

第二學生活動中心由學生活動中心管理組進行管理，
建築樓層含地上十層樓、地下兩層樓。由於該大樓與管理學院二號館共用，所以使用空間分成建築的前半部分（面對羅斯福路那一側）後半部分。前半部分為第二學生活動中心的空間，後半部分則是管理學院的使用空間。
- 地下一樓：集思會議中心(國際會議廳、亞歷山大廳、蘇格拉底廳、柏拉圖廳、阿基米德廳、洛克廳、達文西廳、米開朗基羅廳、拉斐爾廳、尼采廳)，每廳的容納人數與租借費用不完全相同[9](由總務處經營管理組管理)
- 一樓、二樓：主要是委外經營的餐廳（由總務處經營管理組管理）
- 三樓：排練室/教具室/學生活動中心第二辦公室/主控室/學生交誼室（303教室）/Global lounge（由國際事務處管理）
- 四樓：管樂團樂器室/吉他、古箏樂器室/團練室/國樂團樂器室合唱團/鋼琴社樂器室/個人音樂練習室/個人鋼琴練習室/交響樂團練習室
- 五樓：教具室/排練室（其中一項重要用途是作為練舞場地[10]）/重金屬音樂練習室
- 六樓：教室
- 七樓：教室
- 八樓：學生社團辦公室/學生交誼區
- 九樓：學生社團辦公室/學生交誼區
- 十樓：學生社團辦公室/存放室/食品技藝操作室/棋藝教室/排練室

## 位置及開放時間
地址：台北市大安區羅斯福路四段85號
開放時間:
- 平日：早上八點至晚上十點
- 假日：早上八點至下午五點[8][7]